# 艾殊利·高爾
阿什利·科尔（英語：Ashley Cole，1980年12月20日—）是英格蘭已退役足球員，司職左邊後衛，柯爾巔峰時期被公認為當時世界最強的左邊後衛之一。他也是英格兰历史上最优秀左后卫的最有力竞争者，拥有“移动门柱”的美誉。
高爾的爸爸榮恩·卡倫德（ Ron Callender ）來自巴巴多斯。 結婚七年後，他離開了這個家庭後來搬到了澳洲。 高爾和他的弟弟馬修由他們的母親蘇·高爾撫養長大。

## 球會生涯

### 阿森納
高爾出身於阿仙奴青年軍，曾擔任前鋒、中場，於2000年2月25日成為職業球員。他於1999年11月30日18歲對著米德尔斯堡的比賽首次為一隊上陣，亦都是該季唯一一次上陣。之後他於1999-00年球季被外借至水晶宮，上陣14場入一球，助水晶宮留級英超。2000年秋天，在阿仙奴左後衛施雲奴受傷下，高爾代替了他的位置，並在施雲奴復出後取代了他。
柯爾在阿仙奴時贏得英超聯賽冠軍兩次（2000年、2004年），贏得足總盃三次（2002年、2003年及2005年），最著名的是攔截奇準，並經常支援己方左翼鋒。儘管很早出道已是阿仙奴正選，不少評論常認為他的進攻天分隱藏著他的防守弱處。
外界對高爾的印象除了場上表現外，他與英超新興冠軍車路士的關係早已是公開秘密。自從俄羅斯富豪阿巴莫域治入主車路士後不斷收購球員，而高爾亦在收購名單中。2005年1月他被披露他與經紀人巴尼特（Jonathan Barnett）在一間酒店私自約會車路士主教練摩連奴、車路士首席執行官簡朗。結果一個月後（2005年6月2日）高爾被英足總罰款10萬英鎊。2005年8月上訴，足總維持裁決，但罰款減為7萬5千鎊。而車路士亦都被罰30萬鎊、摩連奴被罰20萬，經上訴後減至7萬5千鎊。

### 切爾西
由於是次秘會，令人質疑高爾與車路士的關係，高爾公開表明欲離開阿仙奴，但因是次事件令他轉會車路士失敗，結果在2005年7月18日仍跟阿仙奴續約一年。但這合約被傳有一條離譜條款，就是倘有球會能出價1600萬英鎊以上，阿仙奴就要允許他離開。2005-06年球季末高爾又要求轉會車路士，多次公開表達他成為藍軍一員的意欲，惟轉會談判一度陷於僵局。外界普遍認為是阿仙奴有意阻止高爾轉投別的強手。不過到了轉會限最後一天（2006年8月31日），高爾終於正式轉投車路士。
2009-10年球季，他和隊友阿内尔卡成为英超历史上第二三位随两支不同球队获得联赛冠军的球员（第一位為貝治）。 也和隊友阿内尔卡成为英超历史上第一二位随两支不同球队获得英格蘭雙料冠軍的球员。

### 羅馬
在2014/15球季，由於年事已高，高爾沒再續約，並加盟了意甲的羅馬。但加盟後未有站穩正選，直至2015年8月14日，宣告離隊。

### 洛杉矶银河
2016年1月27日，科尔与美国职业足球大联盟的洛杉矶银河签约。

## 國家隊生涯
高爾於2001年3月28日對著阿爾巴尼亞的比賽上首次為英格蘭上陣。在2005年5月，他上陣次數達到40場，儘管他未曾在國家隊入球。他被選入2004年歐洲國家盃的明星陣容，是4位英格蘭球員之一。他亦是2006年世界盃的成員之一，並為英格蘭正選上陣5場，可是對葡萄牙的八強賽中出局。
2010年6月，高爾代表英格蘭在2010年世界盃中出場4次，幫助英格蘭殺進了八分之一決賽。

## 私人生活
2006年高爾被小報傳聞和同性有性行為，最後小報道歉了事。高爾於2006年7月15日結婚，妻子為嗆女生合唱團（Girls Aloud）的成員雪莉·特維迪（Cheryl Tweedy）。2010年2月23日，在高爾一再不忠後，雪莉宣佈兩人離婚。

## 榮譽
阿仙奴
- 英格蘭超級足球聯賽 冠軍：2001/02年、2003/04年
- 英格蘭足總盃 冠軍：2001/02年、2002/03年、2004/05年；亞軍：2000/01年
- 英格蘭社區盾 冠軍：2002年、2004年；亞軍：2003年、2005年
- 歐洲聯賽冠軍盃 亞軍：2005/06年

車路士
- 英格蘭超級足球聯賽 冠軍：2009/10年
- 英格蘭足總盃 冠軍：2006/07年、2008/09年、2009/10年、2011/12年
- 英格蘭聯賽盃 冠軍：2006/07年
- 英格蘭社區盾 冠軍：2009年；亞軍：2007年
- 歐洲聯賽冠軍盃 亞軍：2007/08年
- 歐洲聯賽冠軍盃 冠軍：2011/12年
- 歐霸盃冠軍：2012/13年

英格蘭國家隊
- 2004年夏季足總盃賽（英语：2004 FA Summer Tournament） 冠軍：2004年

個人
- PFA年度最佳陣容：2002年、2004年、2005年、2011年
- 欧洲足联年度最佳阵容：2004年、2010年
- 車路士年度最佳球員：2009年